# Södra Lersjön
Södra Lersjön är en sjö i Sunne kommun i Värmland och ingår i Göta älvs huvudavrinningsområde. Sjön är 8 meter djup, har en yta på 0,465 kvadratkilometer och befinner sig 122 meter över havet. Sjön avvattnas av vattendraget Lerälven (Flatsjöälven).

## Delavrinningsområde
Södra Lersjön ingår i det delavrinningsområde (664228-134437) som SMHI kallar för Utloppet av Södra Lersjön. Medelhöjden är 152 meter över havet och ytan är 7,64 kvadratkilometer. Räknas de 2 avrinningsområdena uppströms in blir den ackumulerade arean 44,18 kvadratkilometer. Lerälven (Flatsjöälven) som avvattnar avrinningsområdet har biflödesordning 3, vilket innebär att vattnet flödar genom totalt 3 vattendrag innan det når havet efter 328 kilometer. Avrinningsområdet består mestadels av skog (62 procent). Avrinningsområdet har 1,4 kvadratkilometer vattenytor vilket ger det en sjöprocent på 18,3 procent.